# Videoconsola de sobremesa

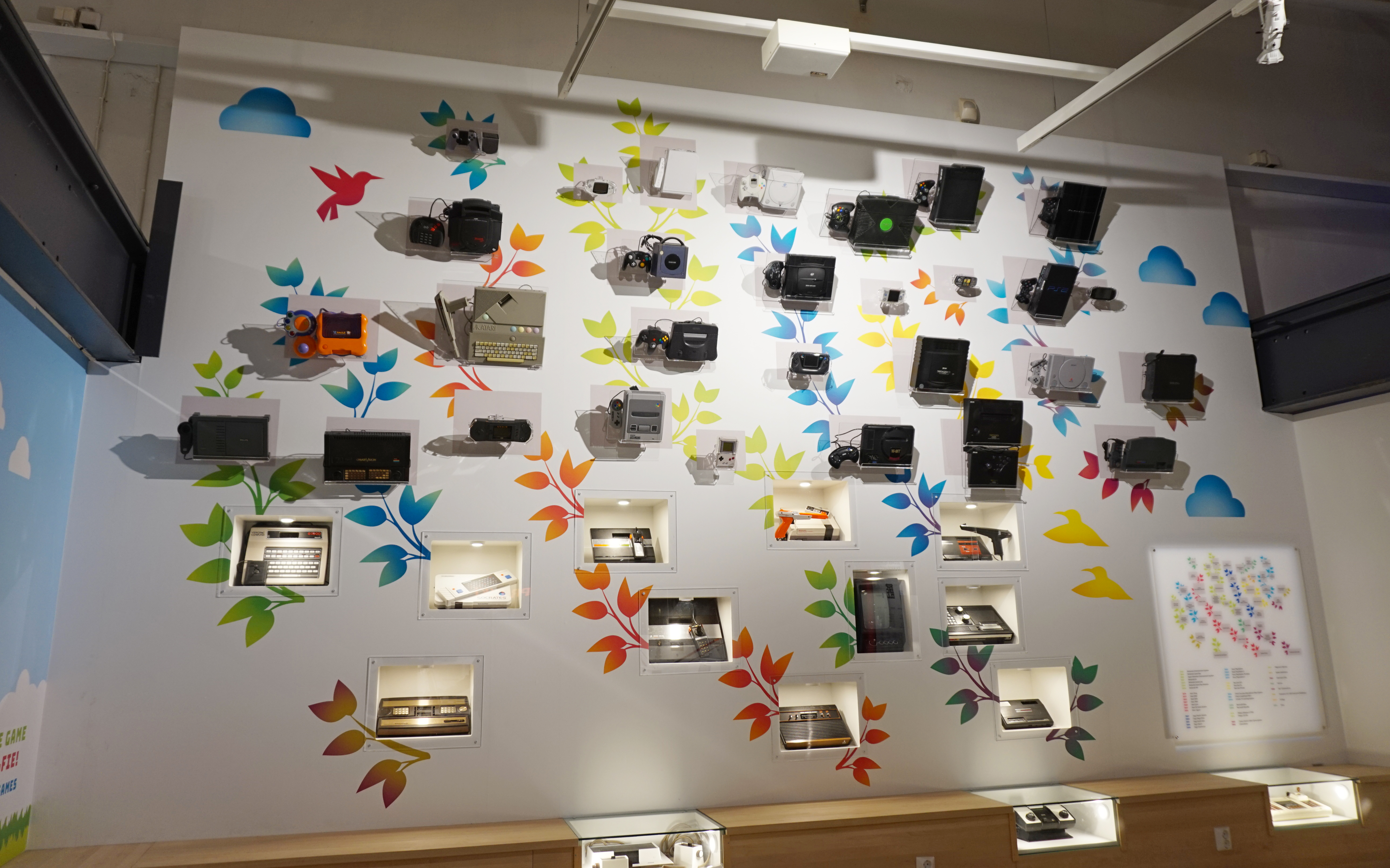
Una colección de consolas de videojuegos domésticas, organizadas en orden cronológico de abajo a arriba, en el Museo Finlandés de Juegos de Tampere.

Una consola de videojuegos doméstica  es un dispositivo que reproduce videojuegos diseñado para conectarse a una pantalla, como televisor y monitores, y usa una fuente de alimentación externa en vez de baterías  como las portátiles. Si bien las consolas iniciales eran unidades dedicadas a un solo juego en específico fijado en los circuitos del sistema, la mayoría de las consolas desde entonces admiten el uso de medios almacenamiento de para juegos intercambiables, por medio de cartuchos de juego, discos ópticos o mediante distribución digital en un almacenamiento interno bien sea ssd o un disco duro.
la primera videoconsola fue la  Magnavox Odyssey en 1972. luego del éxito de ella  salieron numerosas consolas domésticas, Históricamente, estas consolas se agrupan en generaciones que consta de un grupo de consolas  en un lapso de lanzamiento de seis años con especificaciones técnicas comunes. A 2025  Ha habido ocho generaciones, los principales fabricantes en la actualidad son Sony, Microsoft y Nintendo, coloquialmente se les llama como los «3 grandes».

## Descripción general
Las primeras consolas domésticas solían construirse a partir de una selección de chips, estándar o altamente personalizados para sobresalir de los demás. Con el tiempo, el diseño del circuito ha convergido hasta parecerse cierto punto a los ordenadores personales,   utilizando componentes estándares  como la arquitectura del chip del ordenador principal  como DRAM y procesadores X86. Las consolas siguen siendo sistemas fijos, sin las opciones de modificación a diferencia de las computadoras personales, y la mayoría de las consolas incluyen componentes personalizados para complicar la piratearía, la modificación, reducir el espacio y reducir el consumo de energía para brindar el mejor rendimiento para jugar, al tiempo que reducen los costos con  componentes de almacenamiento y memoria reducidas. 

## Historia
La primera consola de videojuegos comercial en ser lanzada fue la Magnavox Odyssey, desarrollada por un equipo dirigido de ingenieros de televisión dirigido por Ralph H. Baer y lanzada comercialmente en 1972. años después en 1975, Atari Inc. lanzó un clon de la  Magnavox Odyssey que era una versión doméstica del arcade de Pong , basada en el juego de arcade. Una serie de clones de ambos sistemas se apresuraron a llenar el naciente mercado de las consolas domésticas y la industria de los videojuegos sufrió una pequeña recesión en 1977 debido a esto.
La Fairchild Channel F, lanzada en 1976, fue la primera consola en utilizar cartuchos, que luego se utilizara la idea para la Atari VCS y varias otras consolas de la segunda generación el uso de juego intercambiables dio lugar al segundo auge en la industria de los videojuegos en Estados Unidos y en todo el mundo. Durante este tiempo, Atari Inc. fue vendida a Warner Communications, y varios programadores abandonaron la compañía y fundaron Activision, convirtiéndose en el  primer third-party developer. El éxito de los juegos de Activision provocó una avalancha de nuevos desarrolladores que crearon juegos sin ningún control de calidad de publicación para las consolas y de mala calidad. El mercado se inundó de juegos y, combinado con una creciente popularidad de las computadoras y la recesión económica de principios de los años 1980, provocó el colapso de los videojuegos en 1983 en el mercado estadounidense. Nintendo, lanzó la consola Family Computer en Japón ese año, tomó varias medidas de precaución para limitar el lanzamiento de juegos y quien los lanza limitando a solo juegos con licencia demandando el uso de patentes por el lanzamiento de juegos sin licencia, rebautizada como Nintendo Entertainment System (NES) en 1985, en el mercado estadounidense. La NES ayudó a revivir el mercado de las consolas y le dio a Nintendo el dominio a finales de la década de 1980.

## Lista de consolas de videojuegos domésticas
existen más de 1000 consolas de videojuegos domésticas, la gran mayoría se lanzaron durante la primera generación: solo  104  consolas de videojuegos domésticas se lanzaron después de segunda hasta la generación actual, y 15 fueron canceladas. Esta lista está dividida en generaciones de consolas que reciben su nombre según el tipo de consola dominante de la época, aunque no todas las consolas de esas épocas son del mismo tipo. Algunas eras se designan según la cantidad de bits que una consola principal podía procesar. La  quinta generación fue la última era en la que esta práctica se generalizó.
Esta lista solo cuenta con los modelos originales de cada consola, porque varios sistemas han tenido múltiples modificaciones de hardware, pero no se enumeran aquí individualmente. La lista también incluye sistemas cancelados. Si una consola comienza en una generación y dura hasta la otra generación, se incluye en la generación en la que comenzó se lanzó. Esta lista no pretende ser completa.
Esta lista no incluye otros tipos de consolas de videojuegos, como las consolas portátiles, porque son de otro apartado a las consolas domésticas debido a su menor tamaño y no depender de la red doméstica ni pantallas, las microconsolas, suelen ser dispositivos de bajo costo basados en Android que dependen de internet y sistemas de streaming; las consolas de estilo retro ; o las consolas dedicadas posteriores a la primera generación, que tienen juegos integrados y no utilizan ningún tipo de almacenamiento físico intercambiable. Las consolas suelen tener rebrainding  de vez en cuando para mejorar su atractivo en el mercado. Los modelos de rebrainding  no se enumeran de forma independiente.
La lista omite las más de 1000 consolas domésticas que fueron lanzadas en la primera generación de consolas de videojuegos, aquellas que generalmente eran consolas domésticas Pong. Las consolas documentadas de esta generación se pueden encontrar en la lista de consolas de videojuegos domésticas de primera generación .

### Consolas lanzadas
Si tienes unas de las consolas que tienen la "imagen no disponible" por favor ayuda a la Wikipedia subiendo tus propias imágenes de las consolas sin imagen así, se colabora en preservar la apariencia de la consola 
| Nombre                                  | Imagen | Año                      | Fabricante                                                                              | Ventas                                           | CPU |
| --------------------------------------- | ------ | ------------------------ | --------------------------------------------------------------------------------------- | ------------------------------------------------ | --- |
| Fairchild Channel F                     |        | noviembre de 1976        | Fairchild (EE. UU.)                                                                     | ca. 250 000                                      | Fairchild F8 |
| RCA Studio II                           |        | enero de 1977            | RCA (EE. UU.)                                                                           | ca. 60 000                                       | RCA 1802 |
| Bally Astrocade                         |        | abril de 1978            | Midway (EE. UU.)                                                                        | ?                                                | Zilog Z80 |
| Atari 2600                              |        | 11 de septiembre de 1977 | Atari Inc. (EE. UU.)                                                                    | ca. 30 millones                                  | MOS Technology 6507 |
| APF-MP1000                              |        | 01 de enero de 1978      | APF (EE. UU.)                                                                           | > 50 000                                         | Motorola 6800 |
| Champion 2711                           |        | 1978                     | Unisonic (EE. UU.)                                                                      | ?                                                | General Instrument CP1610                                                                                                |
| Interton VC 4000                        |        | 1978                     | Interton (Alemania)                                                                     | ?                                                | Signetics 2650A |
| Palladium Tele-Cassetten Game           |        | 1978                     | Palladium (Alemania)                                                                    | ?                                                | |
| 1292 Advanced Programmable Video System |        | 1978                     | Audiosonic                                                                              | ?                                                | Signetics 2650AI |
| Magnavox Odyssey 2                      |        | diciembre de 1978        | Magnavox (EE. UU.) / Philips (Holanda)                                                  | ?                                                | Intel 8048 |
| APF Imagination Machine                 |        | 1979                     | APF (EE. UU.)                                                                           | ?                                                | Motorola 6800 |
| Bandai Super Vision 8000                |        | 1979                     | Bandai (Japón)                                                                          | ?                                                | NEC D780C |
| Intellivision                           |        | 1980                     | Mattel Electronics (EE. UU.)                                                            | ca. 3 millones                                   | General Instrument CP1610                                                                                                |
| VTech CreatiVision                      |        | 1981                     | VTech (Hong Kong)                                                                       | ?                                                | Rockwell 6502 |
| Epoch Cassette Vision                   |        | 30 de julio de 1981      | Epoch (Japón)                                                                           | ca. 400 000                                      | NEC uPD77xx |
| Arcadia 2001                            |        | 1982 (Arcadia 2001)      | Emerson Radio (EE. UU.)                                                                 | ?                                                | Signetics 2650 |
| SHG Black Point                         |        | 1982                     | Süddeutsche Elektro-Hausgeräte GmbH & Co. KG (Alemania)                                 | ?                                                | ? |
| ColecoVision                            |        | agosto de 1982           | Coleco (U.S.)                                                                           | ca. 2 millones                                   | Zilog Z80 |
| Atari 5200                              |        | noviembre de 1982        | Atari Inc. (EE. UU.)                                                                    | ca. 1 millones                                   | MOS 6502C @ 1.79 MHz |
| Vectrex                                 |        | noviembre de 1982        | GCE/Milton Bradley Company (EE. UU.)                                                    | ?                                                | Motorola MC68A09 |
| Compact Vision TV Boy                   |        | octubre de 1983          | Gakken (Japón)                                                                          | ?                                                | Motorola MC6801 |
| Videopac+ G7400                         |        | 1983                     | Philips (Holanda)                                                                       | ?                                                | Intel 8048 @ 5.91 MHz |
| My Vision                               |        | 1983                     | Nichibutsu (Japón)                                                                      | ?                                                | ? |
| Pyuuta Jr.                              |        | abril de 1983            | Tomy (Japón)                                                                            | ?                                                | TMS9995 |
| Sega SG-1000                            |        | 15 de julio de 1983      | Sega (Japón)                                                                            | ca. 2 millones                                   | Zilog Z80 @ 3.58 MHz |
| NES/Family Computer (Famicom)           |        | 15 de julio de 1983      | Nintendo (Japón)                                                                        | 61,91 millones                                   | Ricoh 2A03 processor (MOS Technology 6502 core) @1.79 MHz                                                                |
| PV-1000                                 |        | octubre de 1983          | Casio (Japón)                                                                           | ?                                                | Z80A clocked at 3.579 MHz                                                                                                |
| Epoch Super Cassette Vision             |        | 17 de julio de 1984      | Epoch (Japan)                                                                           | 300 000                                          | NEC PD7801G |
| Bridge Companion                        |        | 1985                     | BBC/Heber (Reino Unido)                                                                 | ?                                                | Zilog Z80 |
| Video Art                               |        | 1985                     | LJN (EE. UU.)                                                                           | ?                                                | Thompson EF6805 (Motorola 6800-based)                                                                                    |
| Zemmix                                  |        | 1985                     | Daewoo Electronics (Corea del Sur)                                                      | ?                                                | Zilog Z80 |
| Sega Mark III/Master System             |        | 20 de octubre de 1985    | Sega (Japón), Tec Toy (Brasil)                                                          | ca. 13 million                                   | Zilog Z80 @ 4 MHz |
| Family Computer Disk System             |        | 21 de febrero de 1986    | Nintendo (Japón)                                                                        | 4,44 millones                                    | Ricoh 2A03 processor (MOS Technology 6502 core) @1.79 MHz                                                                |
| Videosmarts                             |        | 1986                     | Connor Electronics (EE. UU.) (1986–1988), VTech (Hong Kong) (1989–1990)                 | ?                                                | ? |
| Atari 7800                              |        | mayo de 1986             | Atari Corporation (EE. UU.)                                                             | ?                                                | Atari SALLY |
| Atari XEGS                              |        | 1987                     | Atari Corporation (EE. UU.)                                                             | ca. 2 millones                                   | MOS Technology 6502C |
| Video Challenger                        |        | 1987                     | Tomy/Bandai (Japón)                                                                     | ?                                                | ? |
| Action Max                              |        | 1987                     | Worlds of Wonder (EE. UU.)                                                              | ?                                                | HD401010 |
| View-Master Interactive Vision          |        | 1988                     | View-Master Ideal Group, Inc. (EE. UU.)                                                 | ?                                                | ? |
| Terebikko                               |        | 1988                     | Bandai (Japón)                                                                          | ?                                                | ? |
| VTech Socrates                          |        | 1988                     | VTech (Hong Kong)                                                                       | ?                                                | Zilog Z80A |
| Video Driver                            |        | octubre de 1988          | Sega (Japón)                                                                            | ?                                                | |
| Amstrad GX4000                          |        | septiembre de 1990       | Amstrad (Reino Unido)                                                                   | ca. 14 000                                       | Zilog Z80 @ 4 MHz |
| Commodore 64 Games System               |        | diciembre de 1990        | Commodore (Canadá)                                                                      | ca. 20 000                                       | MOS Technology 8500 @ 0.985 MHz                                                                                          |
| PC Engine/TurboGrafx-16                 |        | 30 de octubre de 1987    | NEC/Hudson Soft (Japón)                                                                 | ca. 10 millones                                  | Hudson Soft HuC6280 |
| Sega Genesis/Mega Drive                 |        | 29 de octubre de 1988    | Sega (Japón)                                                                            | 35,25 millones                                   | Motorola 68000 @ 7.6 MHz, Zilog Z80 @ 3.58 MHz                                                                           |
| TurboGrafx-CD/CD-ROM²                   |        | 04 de diciembre de 1988  | NEC (Japón)                                                                             | 1,92 millones                                    | ? |
| PC Engine2/SuperGrafx                   |        | 08 de diciembre de 1989  | NEC (Japón)                                                                             | ca. 75 000                                       | Hudson Soft HuC6280 |
| Neo-Geo AES                             |        | 26 de abril de 1990      | SNK (Japón)                                                                             | ca. 750 000                                      | Motorola 68000 @ 12 MHz, Zilog Z80A @ 4 MHz                                                                              |
| Super NES/Super Famicom                 |        | 21 de noviembre de 1990  | Nintendo (Japón)                                                                        | 49,1 million                                     | Ricoh 5A22 @ 3.58 MHz |
| Commodore CDTV                          |        | marzo de 1991            | Commodore (Canadá)                                                                      | ca. 54 800                                       | Motorola 68000 @ 7 MHz                                                                                                   |
| CD-i                                    |        | 03 de diciembre de 1991  | Varios                                                                                  | ca. 1,5 million                                  | Philips SCC68070 @ 15.5 MHz                                                                                              |
| Sega CD/Mega CD                         |        | 12 de diciembre de 1991  | Sega (Japan)                                                                            | 2,24 million                                     | Motorola 68000 @ 12.5 MHz                                                                                                |
| Memorex VIS                             |        | junio de 1992            | Memorex/Tandy Corp (U.S.)                                                               | ca. 11 000                                       | Intel 80286 @ 12 MHz |
| Sega Pico                               |        | 26 de junio de 1993      | Sega/Majesco Entertainment (Japón)                                                      | ca. 3,8 million                                  | Motorola 68000 @ 7.6 MHz, Zilog Z80 @ 3.58 MHz                                                                           |
| Picno                                   |        | 1992                     | Konami(Japón)                                                                           | ?                                                | ? |
| Pioneer LaserActive                     |        | 20 de agosto de 1993     | Pioneer Corporation (Japón)                                                             | ca 10 000                                        | ? |
| Neo-Geo CD                              |        | 09 de septiembre de 1994 | SNK (Japón)                                                                             | 570 000                                          | Motorola 68000 @ 12 MHz, Zilog Z80 @ 4 MHz                                                                               |
| Satellaview                             |        | 23 de abril de 1995      | Nintendo (Japón)                                                                        | At least 100 000                                 | ? |
| Super A'Can                             |        | 25 de octubre de 1995    | Funtech (Taiwán)                                                                        | ?                                                | Motorola 68000 @ 10.738635 MHz                                                                                           |
| FM Towns Marty                          |        | 20 de febrero de 1993    | Fujitsu (Japón)                                                                         | ca. 45 000                                       | AMD 386SX at 16 MHz |
| Amiga CD32                              |        | 17 de septiembre de 1993 | Commodore (Canadá)                                                                      | ca. 100 000                                      | Motorola 68EC020@ 14.18 MHz (PAL) 14.32 MHz (NTSC)                                                                       |
| 3DO Interactive Multiplayer             |        | 04 de octubre de 1993    | Panasonic/Sanyo (Japón) GoldStar (Corea del Sur) The 3DO Company (Estados Unidos)       | ca. 2 millones                                   | RISC CPU ARM60 based on ARM architecture @ 12.5 MHz                                                                      |
| Atari Jaguar                            |        | 23 de noviembre de 1993  | Atari Corporation (Estados Unidos.)                                                     | ca. 250 000                                      | Motorola 68000 @ 13.295 MHz, Custom 32-bit graphics RISC "Tom" @ 26.59 MHz, Custom 32-bit sound RISC "Jerry" @ 26.59 MHz |
| CPS Changer                             |        | 1994                     | Capcom (Japón)                                                                          | ?                                                | Motorola 68000 @ 10 MHz                                                                                                  |
| Playdia                                 |        | 23 de septiembre de 1994 | Bandai (Japón)                                                                          | ?                                                | Toshiba TMP87C800F |
| Sega 32X                                |        | 21 de noviembre de 1994  | Sega (Japón)                                                                            | ca. 800 000                                      | 2 × SH-2 32-bit RISC @ 23 MHz                                                                                            |
| Sega Saturn                             |        | 22 de noviembre de 1994  | Sega (Japón)                                                                            | 9,26 million                                     | 2× Hitachi SH-2 @ 28.6 MHz                                                                                               |
| Sony PlayStation                        |        | 03 de diciembre de 1994  | Sony (Japón)                                                                            | 102,49 million                                   | R3000 @ 33.8688 MHz |
| PC-FX                                   |        | 23 de diciembre de 1994  | NEC (Japón)                                                                             | ca. 400 000                                      | NEC V810 |
| Apple Bandai Pippin                     |        | 28 de marzo de 1995      | Bandai (Japón)/Apple Inc. (EE. UU.)                                                     | ca. 42 000                                       | PowerPC 603 RISC (66 MHz)                                                                                                |
| Atari Jaguar CD                         |        | 21 de septiembre de 1995 | Atari Corporation (EE. UU.)                                                             | ?                                                | ? |
| Casio Loopy                             |        | 19 de octubre de 1995    | Casio (Japón)                                                                           | ?                                                | RISC SH-1 (SH7021) |
| Nintendo 64                             |        | 23 de junio de 1996      | Nintendo (Japón)                                                                        | 32,93 million                                    | NEC VR4300 @ 93.75 MHz                                                                                                   |
| Dreamcast                               |        | 27 de noviembre de 1998  | Sega (Japón)                                                                            | 9,13 million                                     | Hitachi SH-4 32-bit RISC @ 200 MHz                                                                                       |
| Nintendo 64DD                           |        | 01 de diciembre de 1999  | Nintendo (Japón)                                                                        | ca. 15 000                                       | ? |
| Nuon                                    |        | 2000                     | VM Labs (EE. UU.) Motorola/RCA (Estados Unidos) Samsung (Corea del Sur) Toshiba (Japón) | ca. 25 000                                       | Nuon MPE hybrid stack processor                                                                                          |
| PlayStation 2                           |        | 04 de marzo de 2000      | Sony (Japón)                                                                            | 155 millones                                     | Emotion Engine @ 294.912 MHz (launch), 299 MHz (newer models)                                                            |
| GameCube                                |        | 14 de septiembre de 2001 | Nintendo (Japón)                                                                        | 21,74 million                                    | IBM PowerPC Gekko @ 486 MHz                                                                                              |
| Xbox                                    |        | 15 de noviembre de 2001  | Microsoft (EE. UU.)                                                                     | ca. 24 millones                                  | Custom 733 MHz Intel Pentium III "Coppermine-based" processor                                                            |
| DVD Kids                                |        | 2002                     | 3-Plus (Islandia)                                                                       | ?                                                | ? |
| Xavix PORT                              |        | 2004                     | SSD COMPANY LIMITED (Japón)                                                             | ?                                                | ? |
| V.Smile                                 |        | 04 de agosto de 2004     | VTech (Hong Kong)                                                                       | ?                                                | Sunplus SPG2xx |
| Advanced Pico Beena                     |        | 2005                     | Sega (Japón)                                                                            | ca. 4,1 million                                  | ARM7TDMI clocked at 81 MHz                                                                                               |
| V.Smile Baby Infant Development System  |        | 2006                     | VTech (Hong Kong)                                                                       | ?                                                | ? |
| Game Wave Family Entertainment System   |        | octubre de 2005          | ZAPiT (Canadá)                                                                          | ca. 70 000                                       | Mediamatics 8611 |
| Xbox 360                                |        | 22 de noviembre de 2005  | Microsoft (U.S.)                                                                        | ca. 85,8 million                                 | Big-endian architecture 3.2 GHz PowerPC Tri-Core Xenon                                                                   |
| V.Flash                                 |        | septiembre de 2006       | VTech (Hong Kong)                                                                       | ?                                                | ARM-9 |
| HyperScan                               |        | 23 de octubre de 2006    | Mattel (EE. UU.)                                                                        | ca. 10 000                                       | Sunplus SPG290 |
| PlayStation 3                           |        | 11 de noviembre de 2006  | Sony (Japón)                                                                            | 86,9 million                                     | 3.2 GHz Cell Broadband Engine with 1 PPE & 7 SPEs                                                                        |
| Wii                                     |        | 19 de noviembre de 2006  | Nintendo (Japón)                                                                        | 101,63 million(hasta el 31 de diciembre de 2016) | PowerPC 750-based IBM PowerPC "Broadway" @ 729 MHz; 2.9 GFLOPS                                                           |
| EVO Smart Console                       |        | 20, de noviembre de 2008 | Envizions (EE. UU.)                                                                     | At least 10                                      | AMD 64x2 @ 2.9 GHz |
| Zeebo                                   |        | 25 de mayo de 2009       | Zeebo Inc. (EE. UU.) / TecToy (Brasil)                                                  | ?                                                | ARM11 / QDSP-5 in Qualcomm MSM SoC running at 528 MHz                                                                    |
| CT510                                   |        | 29 de mayo de 2012       | eedoo                                                                                   | ?                                                | Unknown dual core at 1.8 GHz                                                                                             |
| Wii U                                   |        | 18 de noviembre de 2012  | Nintendo (Japón)                                                                        | 13,56 million                                    | PowerPC 750-based 1.24 GHz Tri-Core IBM PowerPC "Espresso"                                                               |
| PlayStation 4                           |        | 15 de noviembre de 2013  | Sony (Japón)                                                                            | 115,9 million                                    | Semi-custom 8-core AMD x86-64 Jaguar 1.6 GHz CPU (integrated into APU)                                                   |
| Xbox One                                |        | 22 de noviembre de 2013  | Microsoft (EE. UU.)                                                                     | ca. 41 millones                                  | Custom 1.75 GHz AMD 8-core APU (2 quad-core Jaguar modules)                                                              |
| Nintendo Switch                         |        | 03 de marzo de 2017      | Nintendo (Japón)                                                                        | 129,53 million                                   | Octa-core (4×ARM Cortex-A57 & 4×ARM Cortex-A53) @ 1.020 GHz                                                              |
| Xbox Series X/S                         |        | 10 de noviembre de 2020  | Microsoft (EE. UU.)                                                                     | ca. 21 millones                                  | - Custom 8-core AMD Zen 2; - Series X: 3.8 GHz, 3.6 GHz with SMT - Series S: 3.6 GHz, 3.4 GHz with SMT                   |
| PlayStation 5                           |        | 12 de noviembre de 2020  | Sony (Japón)                                                                            | 65,6 million                                     | Custom 8-core AMD Zen 2, variable frequency, up to 3.5 GHz                                                               |
| Atari VCS                               |        | 10 de junio de 2021      | Atari, Inc. (EE. UU.)                                                                   | ca. 10,000                                       | |
| Polymega                                |        | 12 de septiembre de 2021 | Playmaji, Inc (EE. UU.)                                                                 | ?                                                | Unknown Intel Coffee Lake                                                                                                |
| Evercade VS                             |        | diciembre de 2021        | Blaze Entertainment (Reino Unido)                                                       | ?                                                | Unknown ARM Cortex-A7 4-core at 1.5 GHz                                                                                  |
| Nintendo Switch 2                       |        | 5 de junio de 2025       | Nintendo (Japón)                                                                        | ?                                                | ? |

## Sistemas cancelados
| Nombre              | Lanzamiento | Fabricante                                               | CPU                                 |                                      |
| ------------------- | ----------- | -------------------------------------------------------- | ----------------------------------- | ------------------------------------ |
| Atari Game Brain    |             | cancelado (lanzamiento planeado para junio de 1978)      | Atari (EE. UU.)                     | ?                                    |
| Atari 2700          |             | cancelado (lanzamiento planeado para 1981)               | Atari, Inc. (EE. UU.)               | MOS Technology 6507                  |
| Video Arcade System |             | cancelado (lanzamiento planeado para 1983)               | Ultravision (EE. UU.)               | ?                                    |
| RDI Halcyon         |             | cancelado (lanzamiento planeado para enero de 1985)      | RDI Video Systems (EE. UU.)         | Zilog Z80                            |
| Control-Vision      |             | cancelado (lanzamiento planeado para 1989)               | Digital Pictures & Hasbro (EE. UU.) | ?                                    |
| Krokha              |             | cancelado                                                | SKB Kontor (Rusia)                  | K580VM80A 2 MHz                      |
| Konix Multisystem   |             | cancelado (lanzamiento planeado para agosto de 1989)     | Konix (Reino Unido)                 | Intel 8086 based processor           |
| Atari Panther       |             | cancelado (lanzamiento planeado para 1991)               | Atari Corporation (EE. UU.)         | Motorola 68000                       |
| WOWOW               |             | cancelado (lanzamiento planeado para 1992)               | Taito (Japón)                       | Motorola 68000                       |
| SNES-CD             |             | cancelado (desarrollo detenido en 1993)                  | Nintendo (Japón)                    | ?                                    |
| Sega Neptune        |             | cancelado (lanzamiento planeado para 1995)               | Sega (Japón)                        | ?                                    |
| L600                |             | cancelado (desarrollo detenido en abril de 2001)         | Indrema (EE. UU.)                   | x86 @ 600 MHz                        |
| Panasonic M2        |             | cancelado (lanzamiento planeado para 1997)               | Panasonic (Japón)                   | Dual PowerPC 602 Processors @ 66 MHz |
| Phantom             |             | cancelado (lanzamiento planeado para septiembre de 2005) | Phantom (EE. UU.)                   | ?                                    |
| Chameleon           |             | cancelado (lanzamiento planeado para 2016)               | Coleco Holdings Retro               | ?                                    |